# Моана (фильм, 2026)
«Моана» (англ. Moana) — будущий американский музыкальный фэнтезийно-приключенческий фильм режиссёра Томаса Кайла по сценарию Джареда Буша и Даны Леду Миллер. Фильм является киноадаптацией мультфильма Disney «Моана» 2016 года и третья часть франшизы «Моана». Главные роли в фильме исполнят Кэтрин Лагаайя в роли Моаны и Дуэйн Джонсон в роли Мауи.
Премьера фильма в США запланирована на 10 июля 2026 года.

## Сюжет
Подробности сюжета держатся в секрете. «Как и его анимационный предшественник, фильм расскажет об островах, общинах и традициях жителей Тихоокеанских островов глазами молодой женщины, стремящейся проложить свой собственный путь».

## В ролях
- Кэтрин Лагаайя — Моана
- Дуэйн Джонсон — Мауи
- Джон Туи — вождь Туи
- Фрэнки Адамс — Сина
- Рена Оуэн — бабушка Тала

## Производство
3 апреля 2023 года на официальном канале Дуэйна Джонсона на YouTube было объявлено, что на студии Walt Disney Pictures разрабатывается ремейк «Моаны» 2016 года, продюсерами которого выступят Джонсон, Хирам и Дэни Гарсия из Seven Bucks Productions и Бо Флинн из Flynn Picture Co, а исполнительным продюсером — главная звезда анимационного фильма Аули Кравальо. Джонсон отметил: «Эта история — моя культура, и эта история олицетворяет благодать и силу воинов нашего народа. Я с гордостью ношу эту культуру на своей коже и в своей душе, и возможность воссоединиться с Мауи, вдохновлённая маной и духом моего покойного деда, верховного вождя Питера Майвиа, выпадает мне раз в жизни. … [Для нас нет лучшего мира, чтобы почтить историю нашего народа, нашу страсть и нашу цель, чем сфера музыки и танца, которые являются основой того, кто мы есть как полинезийцы». Шон Бейли, президент Disney Live Action по производству в то время, признал, что, хотя с момента выхода мультфильма прошло всего семь лет, празднование 100-летия Disney повлияло на решение переснять фильм так скоро.
31 мая 2023 года в качестве режиссера был объявлен Томас Кейл. Кастинг должен был начаться в конце года, но был приостановлен до 8 ноября 2023 года из-за забастовки SAG-AFTRA в 2023 году. В феврале 2024 года Джонсон заявил, что на главную роль уже была выбрана актриса, но её имя пока держится в секрете. В июне к актёрскому составу присоединились Кэтрин Лагаайя, Джон Туи, Фрэнки Адамс и Рена Оуэн, а Джаред Буш и Дана Леду Миллер написали сценарий.
Основные съёмки начались 2 августа 2024 года на Гавайях и в Атланте под рабочим названием Canon. Ранее планировалось начать съемки в июне 2024 года под рабочим названием Motorheads. Первоначально съемки должны были начаться в октябре 2023 года, но были отложены до 2024 года из-за забастовки SAG-AFTRA. Оскар Фаура выступит в качестве оператора.
Премьера фильма в США запланирована на 10 июля 2026 года, что совпадает с 10-летием выхода оригинального фильма. Изначально премьера была запланирована на 27 июня 2025 года, но после анонса «Моаны 2» была перенесена на текущую дату из-за восьмимесячного разрыва между двумя фильмами.